# Hymne à la paix
Pour l’article homonyme, voir Hymne à la paix (Holmès).
 (août 2014).
Si vous disposez d'ouvrages ou d'articles de référence ou si vous connaissez des sites web de qualité traitant du thème abordé ici, merci de compléter l'article en donnant les références utiles à sa vérifiabilité et en les liant à la section « Notes et références ».
Un hymne à la paix est une chanson qui fait la promotion de la paix, notamment de la paix dans le monde. Salaam de l'artiste israélien Mosh Ben-Ari est un exemple d'hymne à la paix.
Un hymne à la paix ne doit pas être confondu avec une chanson caritative comme We Are the World, qui a pour but principal d'amasser des fonds à une cause humanitaire, par exemple pour venir en aide à des sinistrés. Bien sûr, un hymne à la paix peut faire office de chanson caritative : pensons à Give Peace a Chance qui a été chantée par Peace Choir en protestation contre la Guerre du Golfe et dont les bénéfices ont été versés au John Lennon Scholarship Program.